# Molnby station
Molnby station är en station (i järnvägsteknisk mening en hållplats) på Roslagsbanan i Molnby. Den har ett spår och en plattform på spårets västra sida. Plattformsanslutningen är i södra änden, från Molnbyvägen. Antalet påstigande var under en genomsnittlig vintervardag 2022 cirka 70, vilket gör den till en av de två minsta stationerna på Roslagsbanan (den andra är Frösunda).

## Historik
Stationen invigdes 1890. Under 2010-talet togs Vallentunadepån i bruk omkring en kilometer norr om stationen.